# Farrukh Dustov
Farrukh Dustov (Tashkent, 22 maggio 1986) è un ex tennista uzbeko.
Ha vinto in carriera diversi titoli nel circuito Challenger e i suoi migliori ranking ATP sono stati il 98º posto nel febbraio 2015 in singolare e il 176º in doppio nel febbraio 2014. Ha fatto il suo esordio nella squadra uzbeka di Coppa Davis nel 2005.

## Carriera

### 2001-2005, inizi, primi titoli ITF e debutto in Coppa Davis
Fa la sua prima apparizione tra i professionisti nell'aprile 2001 a 14 anni in un torneo di doppio uzbeko del circuito ITF, vincendo il primo incontro e guadagnando il primo punto nella classifica mondiale. In settembre gioca per la prima volta in singolare prendendo parte alle qualificazioni del Tashkent Open, torneo del circuito maggiore, ed esce al primo turno. Subito dopo disputa i primi incontri in un tabellone principale Challenger a Samarcanda e viene sconfitto al primo turno sia in singolare che in doppio. Nel settembre 2003 gioca e perde la prima finale in carriera nel torneo di doppio dell'ITF Italy F10. Nel giugno 2004 alza il primo trofeo da professionista con il successo in finale all'ITF Italy F11 sull'algerino Slimane Saoudi. Il mese successivo vince il secondo titolo ITF in singolare all'Austria F2, in agosto disputa la prima semifinale in singolare in un Challenger a Saransk ed entra per la prima volta nella top 300 della classifica mondiale.
Nel febbraio 2005 fa il suo esordio nella squadra uzbeka di Coppa Davis in occasione della sfida vinta 3-2 con l'Indonesia, viene schierato solo in singolare e ottiene una vittoria e una sconfitta. A luglio raggiunge per la prima volta una finale in un Challenger nel torneo di doppio a Recanati ed è costretto al ritiro in coppia con Evgenij Korolëv durante il match con Uros Vico / Lovro Zovko. Nel corso della stagione vince i suoi primi due titoli in doppio nei tornei ITF Italy F32 e Italy F34. In singolare perde molte posizioni nel ranking e in settembre si trova alla 769ª, inizia quindi a risalire e a dicembre si aggiudica il terzo titolo in singolare al Tunisia F6.

### 2006-2010, primi titoli Challenger, esordio nel circuito maggiore, top 200 e crollo nel ranking
Nel luglio 2006 conquista il primo titolo Challenger grazie al successo per 5-7, 6-2, 6-4 sul taiwanese Chen Ti nella finale di Penza. Poco dopo raggiunge la finale anche al Challenger di Saransk e viene sconfitto da Igor Sijsling. In ottobre supera nel Challenger di Barcellona per la prima volta un top 100, il nº 84 Albert Montanes, raggiunge i quarti di finale e porta il best ranking alla 224ª posizione mondiale. Nel corso della stagione, in doppio non va oltre una finale ITF. Nel marzo 2007 perde la finale all'Ho Chi Minh Challenger contro Pavel Šnobel ed entra per la prima volta nella top 200 del ranking, alla 195ª posizione. Subito dopo perde in finale anche a Saint-Brieuc, ad aprile supera per la prima volta le qualificazioni di un torneo ATP a Barcellona e al primo turno viene eliminato da Felix Mantilla; a fine torneo sale al 173º posto mondiale. Nel prosieguo della stagione raccoglie soprattutto sconfitte, tra cui quella al primo turno di qualificazione al Roland Garros, alla sua prima esperienza in un torneo del Grande Slam.
Anche nel 2008 non vince alcun titolo, ma i risultati sono inferiori a quelli ottenuti nel 2007, il miglior risultato è la finale raggiunta nel Challenger di Wolfsburg, perde molte posizioni nel ranking ed è spesso costretto a giocare i tornei ITF. Il momento negativo continua nel 2009, durante il quale vince un titolo ITF in singolare e uno in doppio, e in marzo si trova alla 654ª posizione mondiale. Si mette in luce nei play-off del World Group di Coppa Davis in settembre, quando perde al quinto set contro il nº 32 del mondo Viktor Troicki. La situazione non migliora di molto nel 2010, durante il quale vince un titolo ITF in singolare e il suo primo torneo Challenger in doppio ad Alphen aan den Rijn; a luglio disputa e perde il suo secondo incontro in un torneo ATP.

### 2011-2013, altri titoli Challenger e risalita nel ranking
Si mette in evidenza nell'agosto del 2011 con la conquista del suo secondo titolo nel circuito Challenger a Pechino, battendo in finale Yang Tsung-hua, e per un breve periodo si porta a ridosso della top 200. Nel gennaio 2012 vince per la prima volta un incontro nelle qualificazioni di uno Slam agli Australian Open e perde l'incontro successivo. Alle qualificazioni del torneo di Wimbledon 2012 vince due incontri e viene eliminato al quarto set in quello decisivo. Verso fine stagione perde le finali in singolare nei Challenger di Samarcanda e Lermontov. Nel maggio 2013 rientra per alcune settimane nella top 200 dopo quasi 6 anni con la semifinale Challenger giocata a Samarcanda e il terzo turno raggiunto nelle qualificazioni al Roland Garros. In quella stagione consegue i migliori risultati della carriera in doppio vincendo tre titoli Challenger a Samarcanda, Fergana e Kazan' ed entra per la prima volta nella top 200 del ranking di specialità

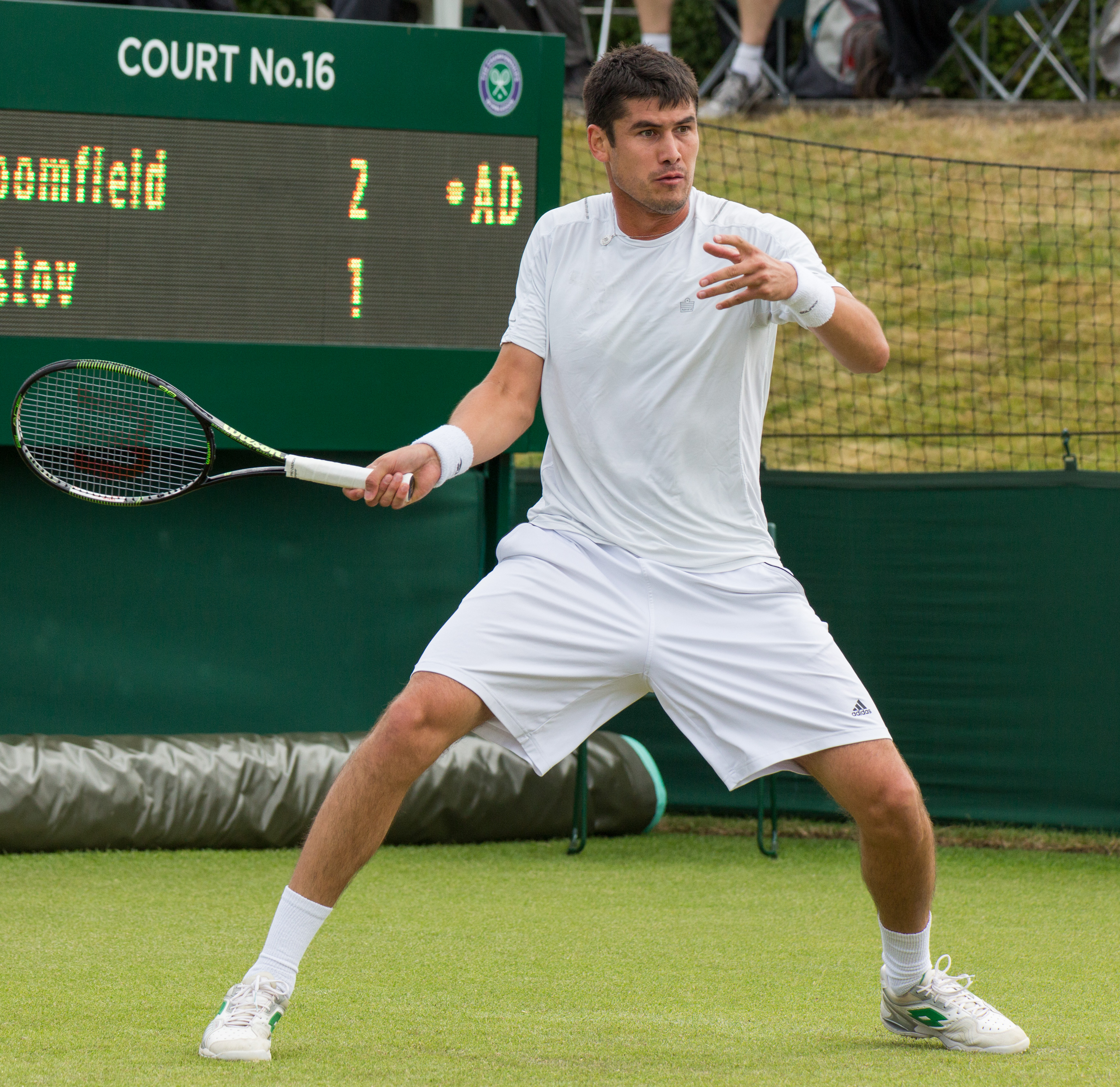
Farrukh Dustov alle qualificazioni di Wimbledon nel 2015

### 2014-2015, best ranking della carriera in singolare e in doppio
Nel 2014 migliora più volte il best ranking in entrambe le specialità, nei primi mesi disputa tre semifinali Challenger consecutive in singolare, mentre in doppio raggiunge la semifinale ad Astana e si porta al 176º posto mondiale, che resterà la sua miglior posizione in doppio della carriera. In maggio vince il terzo titolo Challenger in singolare battendo Aslan Karacev nella finale di Samarcanda. Nella seconda parte della stagione arriva in finale nei Challenger di Winnetka, Vancouver, Bratislava e Brescia, portandosi in novembre al 118º posto nel ranking di singolare. Il momento favorevole prosegue nel febbraio 2015 con il successo in finale nel Challenger di Breslavia su Mirza Bašić, risultato con cui entra per la prima volta nella top 100, al 98º posto, che resterà il suo best ranking in carriera. Ha quindi inizio una serie di risultati negativi e la conseguente discesa nel ranking, frenata con la vittoria in ottobre nella finale dell'Ağrı Challenger su Saketh Myneni. A fine anno disputa per la prima volta le ATP Challenger Tour Finals e perde tutti e tre gli incontri disputati; chiude la stagione al 161º posto mondiale.

### 2016-2018, declino, infortunio e ritiro
Negli ultimi tre anni di carriera non vince alcun titolo e scende progressivamente nella classifica mondiale, nel 2016 non supera mai il secondo turno nei tornei Challenger né le qualificazioni nel circuito maggiore, e durante la preparazione agli US Open subisce un infortunio al polso che lo costringe a una lunga convalescenza. Rientra a giocare nell'aprile 2017 per disputare il suo ultimo incontro in Coppa Davis in occasione della sfida persa 4-1 contro l'India, viene schierato in doppio e subisce una secca sconfitta. Chiude la carriera in Coppa Davis dopo aver disputato 50 incontri e averne vinti 20.
A maggio disputa il primo match in singolare dopo l'infortunio e riparte dalla 881ª posizione mondiale, perde tutti i primi incontri disputati ed esce dalla graduatoria mondiale. Torna a vincere un incontro nelle qualificazioni di un Challenger a ottobre e per vincere un match in singolare in un tabellone principale deve aspettare il giugno 2018. Il mese successivo disputa i suoi ultimi incontri tra i professionisti perdendo al primo turno sia in singolare che in doppio nel Challenger di Astana.

## Statistiche
Aggiornate a fine carriera.

### Tornei minori

#### Singolare

##### Vittorie (10)
| Legenda        |
| Challenger (5) |
| Futures (5)    |

| N. | Data             | Torneo                                    | Superficie  | Avversario in finale | Punteggio     |
| 1. | 22 luglio 2006   | Penza Cup, Penza                          | Cemento     | Chen Ti              | 5–7, 6–2, 6–4 |
| 2. | 7 agosto 2011    | Beijing International Challenger, Pechino | Cemento     | Yang Tsung-hua       | 6–1, 7–6(4)   |
| 3. | 12 maggio 2014   | Samarkand Challenger, Samarcanda          | Terra rossa | Aslan Karacev        | 7–6(4), 6–1   |
| 4. | 22 febbraio 2015 | Wrocław Open, Breslavia                   | Cemento (i) | Mirza Bašić          | 6–3, 6–4      |
| 5. | 4 ottobre 2015   | Ağrı Challenger, Ağrı                     | Cemento     | Saketh Myneni        | 6–4, 6–4      |

#### Doppio

##### Vittorie (7)
| Legenda        |
| Challenger (4) |
| Futures (3)    |

| N. | Data              | Torneo                                  | Superficie  | Compagno             | Avversari in finale              | Punteggio           |
| 1. | 12 settembre 2010 | TEAN International, Alphen aan den Rijn | Terra rossa | Bertram Steinberger  | Roy Bruggeling Bas van der Valk  | 6–4, 6–1            |
| 2. | 18 maggio 2013    | Samarkand Challenger, Samarcanda        | Terra rossa | Oleksandr Nedovyesov | Radu Albot Jordan Kerr           | 6–1, 7–6(7)         |
| 3. | 29 settembre 2013 | Fergana Challenger, Fergana             | Cemento     | Malek Jaziri         | Ilija Bozoljac Roman Jebavý      | 6–3, 6–3            |
| 4. | 27 ottobre 2013   | Kazan Kremlin Cup, Kazan'               | Cemento (i) | Radu Albot           | Jahor Herasimaŭ Dzmitryj Žyrmont | 6–2, 6(3)–7, [10–7] |